# کربونیل‌زدایی
کربونیل‌زدایی یا دکربونیلاسیون(به انگلیسی: Decarbonylation) نوعی واکنش آلی است که شامل از دست دادن گروه C=O است. این فرآیند اغلب یک واکنش نامطلوب است زیرا نشان دهنده تخریب یک ساختار شیمیایی است. در شیمی کربونیل‌های فلزی، کربونیل‌زدایی یک فرآیند جانشینی را توصیف می‌کند که به موجب آن یک لیگاند C=O با لیگاند دیگری جانشین می‌شود.